# Bitto Albertini
Pour les articles homonymes, voir Albertini.
Adalberto Albertini, connu sous le pseudonyme Bitto Albertini, né le 5 septembre 1923 à Turin et mort le 22 février 1999 à Zagarolo, est un directeur de la photographie, scénariste et réalisateur italien. Il a parfois utilisé d'autres pseudonymes, parmi lesquels Albert J. Walkner, Stanley Mitchell, Ben Norman, Al Albert ou encore Albert Thomas.

## Biographie
Bitto Albertini aborde le monde du cinéma pendant la guerre, et se forme en travaillant comme aide-opérateur ainsi que comme assistant-réalisateur. Il est responsable pour la première fois de la co-direction de la photographie dans le film La fiamma che non si spegne, réalisé par Vittorio Cottafavi en 1949.
Il est directeur de la photographie sur un grand nombre de films des années 1950 et 1960 et fait ses débuts en tant que réalisateur avec le film Supercolpo da 7 miliardi (it) en 1966.
Il est mort le 22 février 1999 à Zagarolo, l'une des communes de la ville métropolitaine de Rome Capitale, où il avait fixé sa dernière résidence, à l'âge de 75 ans.

## Filmographie

### Comme directeur de la photographie
- 1948 : Ma chi te lo fa fare? d'Ignazio Ferronetti
- 1949 : Se fossi deputato de Giorgio Simonelli
- 1950 : La Ceinture de chasteté (La cintura di castità) de Camillo Mastrocinque
- 1951 : La Cité des stupéfiants (Lebbra bianca) d'Enzo Trapani
- 1952 : Amore rosso - Marianna Sirca (it) d'Aldo Vergano
- 1952 : Il peccato di Anna de Camillo Mastrocinque
- 1952 : L'Ange du péché (L'eterna catena) d'Anton Giulio Majano
- 1952 : Une femme a tué (Una donna ha ucciso) de Vittorio Cottafavi
- 1952 : Agenzia matrimoniale (it) de Giorgio Pàstina
- 1953 : Una donna prega (it) d'Anton Giulio Majano
- 1953 : 10 canzoni d'amore da salvare de Flavio Calzavara
- 1953 : Un dimanche romain (La domenica della buona gente) d'Anton Giulio Majano
- 1953 : L'Auberge tragique (Riscatto) de Marino Girolami
- 1954 : Meurtre dans les dunes (Acque amare) de Sergio Corbucci
- 1954 : Baracca e burattini de Sergio Corbucci
- 1954 : Cento serenate (it) d'Anton Giulio Majano
- 1954 : Rigoletto e la sua tragedia (it) de Flavio Calzavara
- 1955 : La canzone del cuore (it) de Carlo Campogalliani
- 1955 : Ore 10: lezione di canto (it) de Marino Girolami
- 1955 : Il cantante misterioso (it) de Marino Girolami
- 1955 : Les Révoltés (Il mantello rosso) de Giuseppe Maria Scotese
- 1955 : Incatenata dal destino d'Enzo Di Gianni
- 1956 : Canzone proibita de Flavio Calzavara
- 1956 : Il suo più grande amore d'Antonio Leonviola
- 1956 : Mamma sconosciuta de Carlo Campogalliani
- 1957 : Ángeles sin cielo (Il ragazzo dal cuore di fango) de Sergio Corbucci et Carlos Arévalo
- 1957 : Sous le signe de la croix (Le schiave di Cartagine) de Guido Brignone
- 1957 : La Belle et le Corsaire (Il corsaro della mezzaluna) de Giuseppe Maria Scotese
- 1957 : La chiamavan Capinera... de Piero Regnoli
- 1958 : L'amore nasce a Roma (it) de Mario Amendola
- 1958 : Capitan Fuoco de Carlo Campogalliani
- 1958 : Un amore senza fine (it) de Luis Knaut et Mario Terribile
- 1959 : Le Miroir aux alouettes (Costa Azzurra) de Vittorio Sala
- 1959 : La Terreur des barbares (Il terrore dei barbari) de Carlo Campogalliani
- 1960 : La Reine des Amazones (La regina delle Amazzoni) de Vittorio Sala
- 1960 : David et Goliath (David e Golia) de Richard Pottier et Ferdinando Baldi (non crédité)
- 1960 : Les Nuits de Raspoutine de Pierre Chenal
- 1961 : L'Enlèvement des Sabines (Il Ratto delle sabine) de Richard Pottier
- 1961 : Ivan le conquérant (Le sette sfide) de Primo Zeglio
- 1961 : Parlez-moi d'amour (Che femmina!! e... che dollari!) de Giorgio Simonelli
- 1962 : Les Sept Gladiateurs (I sette gladiatori) de Pedro Lazaga
- 1961 : Les Frères corses (I fratelli Corsi) d'Anton Giulio Majano
- 1962 : Totò la nuit (Totò di notte n. 1) de Mario Amendola
- 1963 : Mondo nudo (it) de Francesco De Feo
- 1963 : Tempête sur Ceylan (Das Todesauge von Ceylon) de Giovanni Roccardi et Gerd Oswald
- 1963 : Le Signe de Zorro (Il segno di Zorro) de Mario Caiano
- 1963 : L'Invincible Cavalier noir (L'invincibile cavaliere mascherato) de Umberto Lenzi
- 1963 : Divorzio alla siciliana (it) d'Enzo Di Gianni
- 1963 : Sexy proibitissimo d'Osvaldo Civirani et Marcello Martinelli
- 1964 : El Kebir, fils de Cléopâtre (Il Figlio di Cleopatra) de Ferdinando Baldi
- 1964 : Le Léopard de la jungle noire (Sandokan contro il leopardo di Sarawak) de Luigi Capuano
- 1964 : 002 Agents secrets de Lucio Fulci
- 1964 : Les Deux Évadés de Sing-Sing (I due evasi di Sing Sing) de Lucio Fulci
- 1964 : Le Trésor de Malaisie (Sandokan alla riscossa) de Luigi Capuano
- 1964 : Le schiave esistono ancora (it) de Maleno Malenotti, Roberto Malenotti et Folco Quilici
- 1964 : F.B.I. enquête à Los Angeles (Intrigo a Los Angeles) de Romano Ferrara
- 1964 : Sedotti e bidonati de Giorgio Bianchi
- 1965 : Agente segreto 777 - Operazione Mistero (it) d'Enrico Bomba
- 1965 : Je te tuerai de Sergio Bergonzelli

### Comme réalisateur et scénariste
- 1966 : Super Coup de sept milliards (it) (Supercolpo da 7 miliardi)
- 1968 : Les Trois Fantastiques Supermen à Tokyo (3 Supermen a Tokio)
- 1968 : Goldface (it) (Goldface - Il fantastico superman)
- 1969 : Les Guerriers de l'enfer (I diavoli della guerra)
- 1970 : Les Trois Supermen dans la jungle (Che fanno i nostri supermen tra le vergini della jungla?)
- 1970 : Les Vengeurs de l'Ave Maria (I vendicatori dell'Ave Maria)
- 1971 : Le Retour du gladiateur le plus fort du monde (Il ritorno del gladiatore più forte del mondo)
- 1972 : Il santo patrono (it)
- 1972 : Ton diable dans mon enfer (it) (Metti lo diavolo tuo ne lo mio inferno) (+ monteur)
- 1972 : Zambo (it) (Zambo, il dominatore della foresta)
- 1973 : 4 caporali e ½ e un colonnello tutto d'un pezzo (it)
- 1973 : ...e continuavano a mettere lo diavolo ne lo inferno (it)
- 1974 : Les Trois Supermen du kung-fu (Crash! Che botte... Strippo strappo stroppio)
- 1975 : Black Emanuelle (Emanuelle nera)
- 1975 : Che botte ragazzi!
- 1976 : Black Emmanuelle 2 (it) (Emanuelle nera nº 2)
- 1977 : L'Éveil des sens d'Emy Wong (it) (Il mondo dei sensi di Emy Wong)
- 1984 : Nudo e crudele (it)
- 1985 : Mondo senza veli (it)

### Comme réalisateur
- 1971 : Plus venimeux que le cobra (L'uomo più velenoso del cobra) (crédité comme Albert J. Walker)
- 1978 : Safari Rally (Seimila chilometri di paura)
- 1981 : StarCrash 2 : Les Évadés de la galaxie III (Giochi erotici nella terza galassia)
- 1982 : Che casino... con Pierino! (it)
- 1985 : Nudo e crudele 2 (it)

### Comme scénariste
- 1958 : Un amore senza fine (it) de Luis Knaut et Mario Terribile
- 1965 : Je te tuerai (Uno straniero a Sacramento) de Sergio Bergonzelli
- 1966 : MMM 83 - Missione morte molo 83 de Sergio Bergonzelli
- 1967 : La sfinge d'oro de Luigi Scattini
- 1974 : Adolescence pervertie (Adolescenza perversa) de José Bénazéraf
- 1979 : 3 Supermen contro il Padrino d'Italo Martinenghi
- 1986 : 3 Supermen in Santo Domingo (it) d'Italo Martinenghi (+ monteur et acteur)

### Comme cadreur
- 1946 : Addio, mia bella Napoli! de Mario Bonnard

## Crédit d'auteurs
- (it) Cet article est partiellement ou en totalité issu de l’article de Wikipédia en italien intitulé « Bitto Albertini » (voir la liste des auteurs).